# Février 1777

## Événements

24 février : Maria et Dom Pedro.

- 14 février : Marie-Thérèse ordonne le transfert de l’université de Nagyszombat à Buda, au palais royal. L’année universitaire y débute le 9 novembre[1]. L’Université compte 14 facultés, 32 professeurs, 423 étudiants.

- 19 février : le comte de Floridablanca (1728-1808), devient le Premier ministre de Charles III d'Espagne (fin en 1792)[2]. Il est le principal acteur de la politique de réforme de Charles III.

- 24 février : début du règne de Marie Ier de Bragance, reine du Portugal (fin en 1816). Pierre III, roi de Portugal[3].

## Naissances
- 8 février : Bernard Courtois (mort en 1838), salpêtrier et chimiste français.
- 24 février : Tom Souville, corsaire et sauveteur calaisien.
- 26 février :
  - Christophe-Joseph-Alexandre Mathieu de Dombasle (mort en 1843), agronome français.
  - Victor Dupuis (mort en 1861), minéralogiste français.

## Décès
- 24 février : Joseph Ier de Portugal.
- 27 février : Augustin Danyzy (né en 1698), professeur de mathématiques et d'hydrographie français.